# Сенна (приток Званы)
Сенна — река в России, протекает по границе Тверской и Вологодской областей, правый приток Званы.
Начинается в окрестностях деревни Матвейцево Соболинского сельского поселения Сандовского района Тверской области, течёт на север по границе с Устюженским районом Вологодской области и впадает в Звану в 80 км от её устья. Длина реки составляет 10 км. Населённых пунктов на берегах и крупных притоков нет.

## Данные водного реестра
По данным государственного водного реестра России относится к Верхневолжскому бассейновому округу, водохозяйственный участок реки — Рыбинское водохранилище до Рыбинского гидроузла и впадающие в него реки, без рек Молога, Суда и Шексна от истока до Шекснинского гидроузла, речной подбассейн реки — Реки бассейна Рыбинского водохранилища. Речной бассейн реки — (Верхняя) Волга до Куйбышевского водохранилища (без бассейна Оки).
По данным геоинформационной системы водохозяйственного районирования территории РФ, подготовленной Федеральным агентством водных ресурсов:
- Код водного объекта в государственном водном реестре — 08010200412110000005139
- Код по гидрологической изученности (ГИ) — 110000513
- Код бассейна — 08.01.02.004
- Номер тома по ГИ — 10
- Выпуск по ГИ — 0